# 帕哈乡
帕哈乡，是中华人民共和国四川省凉山彝族自治州雷波县曾经下辖的一个乡。2020年6月，撤销帕哈乡，将其所属行政区域划归金沙镇管辖。

## 行政区划
帕哈乡撤销前下辖以下地区：
乌角村、八合村、渣波村、特门村和磨石村。